# Malva kashmiriana
Malva kashmiriana är en malvaväxtart som beskrevs av Friedrich Christoph Wilhelm Alefeld. Malva kashmiriana ingår i Malvasläktet som ingår i familjen malvaväxter. Inga underarter finns listade i Catalogue of Life.